# Derek Empson
Sir Leslie Derek Empson, GBE, KCB (* 29. Oktober 1918 in Sleaford; † 20. September 1997 in Hampshire) war ein britischer Seeoffizier und zuletzt Admiral, der unter anderem von 1969 bis 1971 Oberkommandierender der Fernostflotte (Commander-in-Chief, Far Eastern Fleet), zwischen 1971 und 1974 Zweiter Seelord sowie von 1974 bis 1975 Oberkommandierender des Marineheimatkommandos (Commander-in-Chief, Naval Home Command) war.

## Leben

### Ausbildung zum Marineflieger, Zweiter Weltkrieg und Nachkriegszeit

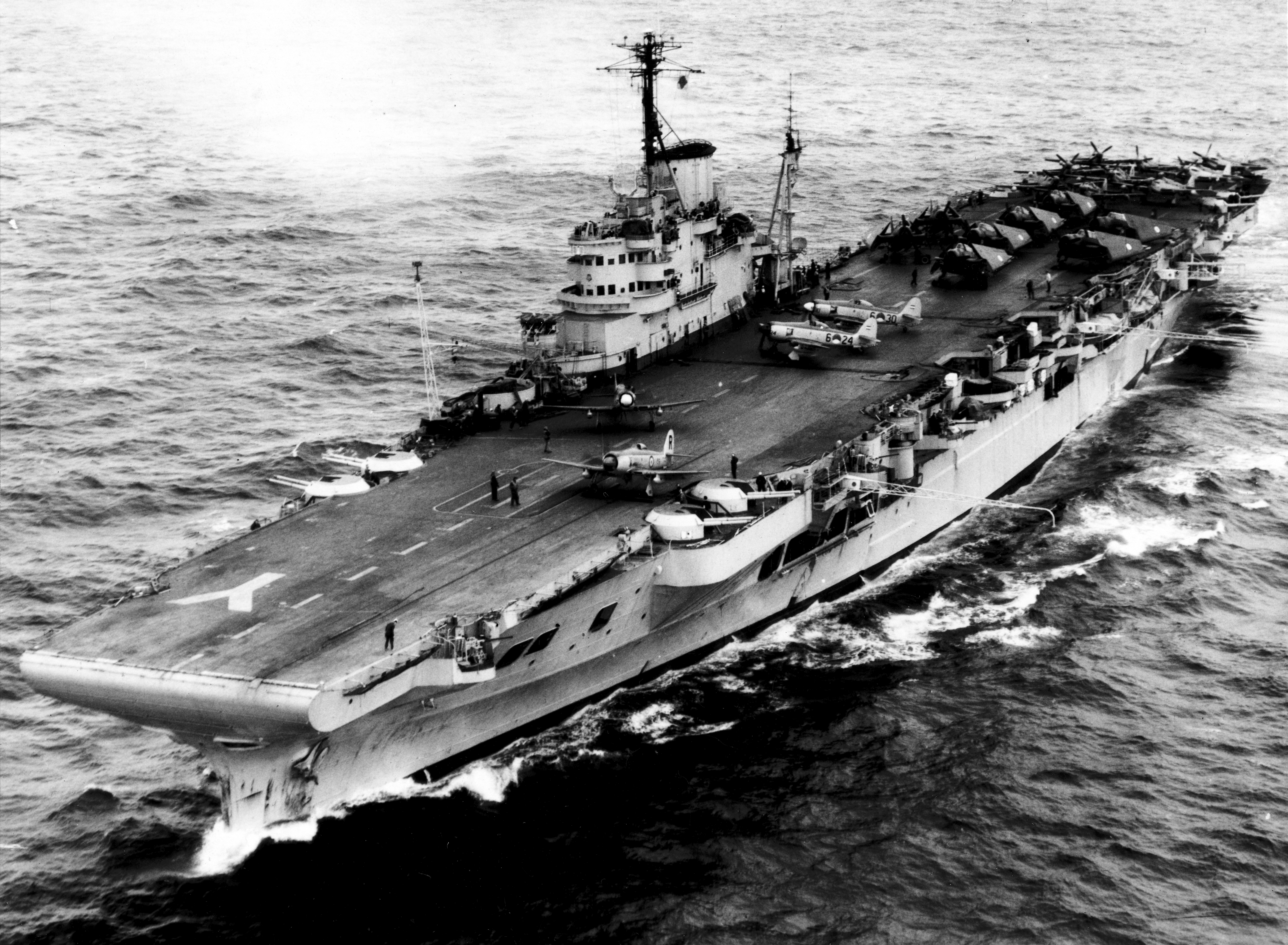
Als Marineflieger war Empson während des Zweiten Weltkrieges unter anderem auf dem Flugzeugträger Illustrious…

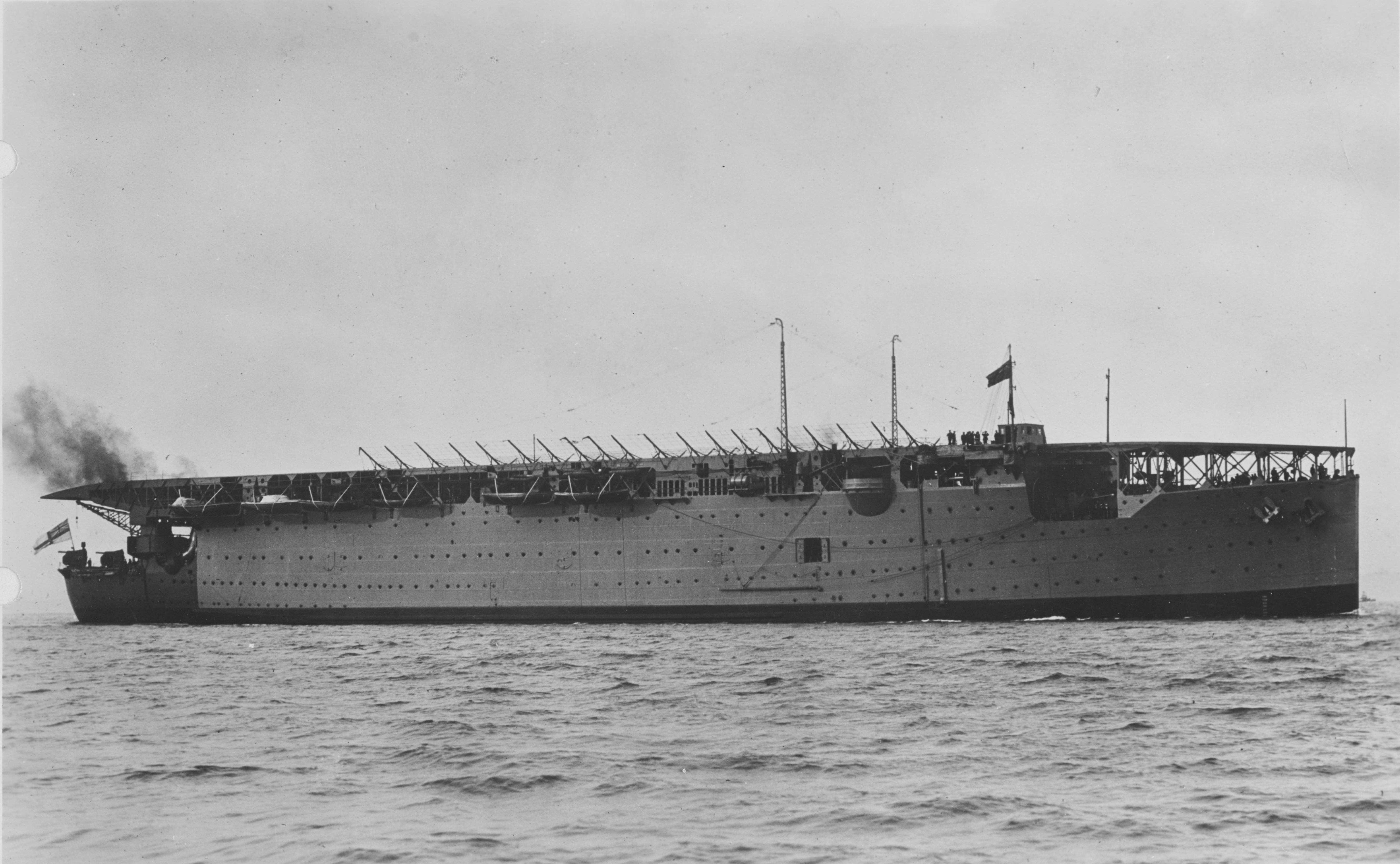
… sowie auf dem Flugzeugträger Argus eingesetzt.

Leslie Derek Empson, Sohn von Frank Harold Empson und dessen Ehefrau Madeleine Norah Empson, geborene Burdge, begann nach dem Besuch des Eastbourne College ein grundständiges Studium am Clare College der University of Cambridge, das er 1940 mit einem Bachelor of Arts (BA) beendete. Im April 1940 trat er als Naval Airman 2nd class in die Royal Navy ein und absolvierte eine Pilotenausbildung für die Marinefliegertruppe FAA (Fleet Air Arm) auf dem Militärflughafen RAF Netheravon, die er im November 1940 abschloss. Daraufhin wurde er am 18. November 1940 in den vorübergehenden Dienstgrad als (Temporary Sub-Lieutenant) ernannt und begann im Februar 1941 seine weitere Ausbildung auf dem Marinefliegerstützpunkt RN Air Station „HMS Jackdaw“ in Crail auf der schottischen Halbinsel Fife sowie auf dem Marinefliegerstützpunkt RN Air Station „HMS Condor“ in Arbroath.
Nach deren Abschluss wurde er im April 1941 als Pilot zum 814 Squadron FAA auf dem Flugzeugträger Hermes und im Anschluss am 29. August 1941 zum 782 Squadron FAA auf dem Marinefliegerhorst RN Air Station „HMS Merlin“ in Donibristle versetzt, ehe er zwischen dem 2. Dezember 1941 und dem 9. November 1943 Pilot beim 813 Squadron FAA war, die sich bis zur Versenkung am 11. August 1942 auf dem Flugzeugträger Eagle befand. In dieser Zeit erhielt er am 18. Mai 1942 seine Ernennung in den vorübergehenden Rang als (Temporary Lieutenant). Nachdem er zwischen dem 9. November und dem 4. Dezember 1943 eine Ausbildung für Telegraphen-Luftkampfschützen auf dem Marinefliegerstützpunkt RN Air Station „HMS Kestrel“ in Worthy Down absolviert hatte, war Pilot der 768 Squadron FAA auf dem Flugzeugträger Illustrious sowie zwischen April und Oktober 1944 auf dem Flugzeugträger Argus. Am 18. Oktober 1944 wurde er Fliegerischer Kommandeur (Lieutenant Commander (Flying)) für Pilotendienste auf dem Leichten Flugzeugträger Vengeance und verblieb dort bis November 1946. Während dieser Zeit wurde er am 9. Februar 1946 zum Kapitänleutnant (Lieutenant) befördert, wobei diese rückwirkend zum 18. Mai 1942 erfolgte.

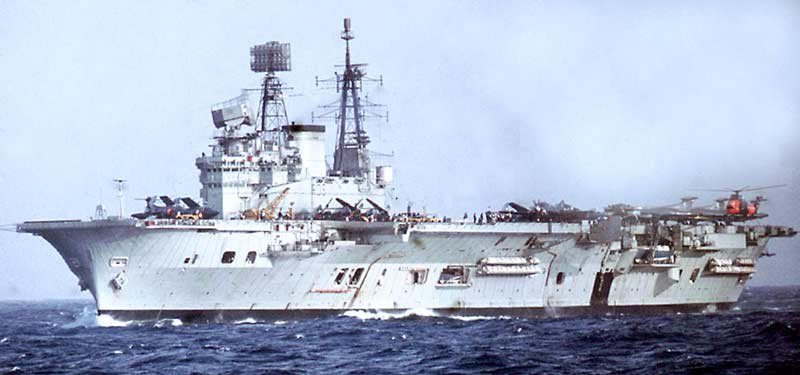
Als Kapitän zur See war Derek Empson von Dezember 1963 bis Juli 1965 Kommandant des Flugzeugträgers Eagle.

Am 24. November 1946 wurde Emspon Kommandeur (Commanding Officer) der 767 Squadron FAA an der Decklandungsausbildungsschule (Deck Landing Training School „HMS Fulmar“) in Milltown bei Lossiemouth und wurde daraufhin am 24. März 1949 wieder auf den Leichten Flugzeugträger HMS Vengeance versetzt. Nach seiner Beförderung zum Fregattenkapitän (Commander) am 30. Juni 1952 wurde er am 5. August 1952 Fliegerischer Kommandeur (Commander Air) auf dem Marinefliegerstützpunkt RN Air Station „HMS Falcon“ in Ħal-Far auf Malta, ehe er am 22. November 1954 auf dem zur gleichnamigen Centaur-Klasse gehörenden Flugzeugträger Centaur versetzt wurde. Nachdem er in der Admiralität (Admiralty) vom 23. April 1956 bis Dezember 1957 im Büro des Marineassistenten des Zweiten Seelords tätig war, wurde er am 9. Dezember 1957 Marineassistent des Ersten Seelords, Admiral of the Fleet Louis Mountbatten, 1. Earl Mountbatten of Burma, und hatte diese Funktion bis August 1959 inne. In dieser Verwendung erfolgte am 31. Dezember 1957 seine Beförderung zum Kapitän zur See (Captain). Nach weiteren Verwendungen fungierte er zwischen dem 6. November 1961 und dem 3. Dezember 1963 als Captain (Air) beim Kommandeur der Marinefliegerverbände der Heimatflotte (Flag Officer Air Home) auf dem Marinefliegerhorst RN Air Station „HMS Daedalus“ in Lee-on-the-Solent. Am 3. Dezember 1963 wurde er Kommandant des Flugzeugträgers HMS Eagle und hatte dieses Kommando bis Juli 1965 inne.

### Aufstieg zum Admiral
Im Juli 1965 begann Derek Empson einen Führungslehrgang am 1927 gegründeten Imperial Defence College (IDC) in London und wurde in dieser Zeit am 7. Januar 1967 zum Konteradmiral (Rear-Admiral) befördert. Daraufhin wurde er im April 1967 Kommandeur der Flugzeugträger (Flag Officer, Aircraft Carriers) und hatte dieses Kommando bis Juni 1968 inne. Zugleich fungierte er in Personalunion zwischen April 1967 und Juni 1968 auch als Kommandeur der NATO-Flugzeugträgerangriffsgruppe Zwei (Commander Carrier Striking Group Two, NATO). Im Juli 1968 kehrte er in die Admiralität zurück und war dort im Admiralitätsausschuss (Board of Admiralty) bis Juli 1969 Assistierender Chef des Marinestabes für Operationen und Marineflieger (Assistant Chief of Naval Staff (Operations and Air)). Für seine langjährigen Verdienste wurde er im Zuge der New Year Honours am 1. Januar 1969 zum Companion des Order of the Bath (CB) ernannt.
Als Nachfolger von Vizeadmiral Sir William O’Brien übernahm Empson im September 1969 den Posten als Oberkommandierender der Fernostflotte (Commander-in-Chief, Far Eastern Fleet) im Hauptquartier Singapore Naval Base „HMS Terror“ in Sembawang. Er hatte dieses Kommando bis April 1971 inne und wurde danach von Konteradmiral Anthony Troup abgelöst. Während dieser Zeit wurde er am 21. April 1970 ebenfalls zum Vizeadmiral (Vice-Admiral) befördert. Daraufhin löste er Dezember 1971 Admiral Sir Andrew Lewis als Lord Commissioner of the Admiralty, Zweiter Seelord und Chef des Marinepersonals (Second Sea Lord and Chief of Naval Personnel) ab und verblieb in dieser Funktion bis Mai 1974, woraufhin Admiral Sir David Williams ihn ablöste. Während dieser Zeit wurde er am 1. August 1972 auch zum Admiral befördert sowie im Rahmen der New Year Honours am 1. Januar 1973 zum Knight Commander des militärischen Zweiges des Order of the Bath (KCB) geschlagen, so dass er fortan den Namenszusatz „Sir“ führte.
Zuletzt löste Admiral Sir Derek Empson im Juli 1974 abermals Admiral Sir Andrew Lewis als Oberkommandierender des Marineheimatkommandos (Commander-in-Chief, Naval Home Command) sowie als Flag Officer Portsmouth Area ab und verblieb auf diesem Posten bis zu seinem Ausscheiden aus dem aktiven Militärdienst im November 1975, woraufhin erneut Admiral Sir Terence Lewin sein Nachfolger wurde. Zugleich fungierte er vom 15. Juli 1974 bis zum 24. November 1975 als Flaggenadjutant (Flag Aide-de-Camp) von Königin Elisabeth II. und wurde für seine langjährigen Verdienste im Zuge der Birthday Honours am 14. Juni 1975 als Knight Grand Cross des Order of the British Empire (GBE) ausgezeichnet.

### Ehrenämter
Nachdem Sir Derek Empson am 6. Januar 1976 in den Ruhestand getreten war, engagierte er sich weiterhin bis 1988 als Vorsitzender des Verwaltungsrates (Chairman of Governors) des Eastbourne College, eine Position, die er bereits seit 1972 bekleidet hatte. Daneben war er in der Privatwirtschaft zwischen 1976 und 1986 als Berater der EMI Group tätig und bekleidete als Nachfolger von Sir William O’Brien von 1984 bis zu seiner Ablösung durch Sir Anthony Griffin am 13. November 1986 erst das Ehrenamt des Rear-Admiral of the United Kingdom sowie daraufhin zwischen dem 13. November 1986 und dem 29. November 1988 das Ehrenamt des Vice-Admiral of the United Kingdom, wobei auch hier Sir William O’Brien sein Vorgänger sowie Sir Anthony Griffin sein Nachfolger war. Er war ferner zwischen 1985 und 1992 Vorstandsvorsitzender von Roymark Television sowie von 1987 bis 1988 Berater von Warner Communications und zwischen 1987 und 1990 Berater von Astra Holdings.
Aus seiner 1958 geschlossenen Ehe mit Diana Elizabeth Kelly gingen ein Sohn und eine Tochter hervor.